# Leslie Boardman
Leslie Boardman (n. 2 august 1889, Sydney, Noul Wales de Sud, Australia – d. 23 noiembrie 1975, Municipality of Woollahra⁠(d), Noul Wales de Sud, Australia) a fost un înotător australian, medaliat olimpic. A participat la o ediție a Jocurilor Olimpice (1912) în care a câștigat o medalie de aur.

## Participări
Lista de mai jos prezintă principalele competiții la care a participat Leslie Boardman de-a lungul carierei.
- swimming at the 1912 Summer Olympics – men's 4 × 200 metre freestyle relay[*]